# Babycurus
Babycurus es un género de escorpiones de la familia Buthidae descrito por Karsch en 1886.

## Especies
Los siguientes son los nombres científicos de las diferentes especies que componen el género Babycurus; a la derecha de éstos están los apellidos de sus descubridores y el año en que fueron descubiertas.
- B. ansorgei, Hirst, 1911;
- B. buettneri, Karsch, 1886;
- B. centrurimorphus, Karch, 1886;
- B. exquisitus, Lowe, 2000;
- B. gigas, Kraepelin, 1896;
- B. jacksoni, Pocock, 1890;
- B. johnstonii, Pocock, 1896;
- B. melanicus, Kovarík, 2000;
- B. multisubaculeatus, Kovarik, 2000;
- B. neglectus, Kraepelin, 1897;
- B. ornatus, Werner, 1936;
- B. pictus, Pocock, 1896;
- B. solegladi, Lourenço, 2005;
- B. somalicus, Hirst, 1907;
- B. subpunctatus, Borelli, 1925;
- B. ugartei, Kovarík, 2000;
- B. wituensis, Kraepelin, 1913;
- B. zambonellii, Borelli, 1902.

- Datos: Q2379688
- Multimedia: Babycurus / Q2379688
- Especies: Babycurus